# Publiczne stowarzyszenie wiernych
Publiczne stowarzyszenie wiernych – stowarzyszenie wiernych, erygowane przez kompetentną władzę kościelną.
Stowarzyszenie w którym wierni, czy to duchowni czy świeccy, albo duchowni i świeccy razem, dążą wspólnym wysiłkiem do ożywiania doskonalszego życia, do rozwoju publicznego kultu lub popierania chrześcijańskiej doktryny, albo do podejmowania dzieł apostolatu, mianowicie poczynań związanych z ewangelizacją, wykonywania dzieł pobożności lub miłości lub zmierzających do ożywienia duchem chrześcijańskim porządku.
Władzą kompetentną do erygowania stowarzyszeń publicznych jest:
1. dla stowarzyszeń powszechnych oraz międzynarodowych – Stolica Święta;
2. dla stowarzyszeń krajowych, które mianowicie na mocy samej erekcji są przeznaczone do wykonywania działalności w całym kraju – Konferencja episkopatu na swoim terytorium;
3. dla stowarzyszeń diecezjalnych, z wyjątkiem jednak stowarzyszeń, których prawo erygowania zostało innym zarezerwowane na podstawie apostolskiego przywileju – biskup diecezjalny, każdy na swoim terenie, ale nie administrator diecezjalny.